# Blakeslea monospora
Blakeslea monospora är en svampart som beskrevs av B.S. Mehrotra & Baijal 1968. Blakeslea monospora ingår i släktet Blakeslea och familjen Choanephoraceae.   Inga underarter finns listade i Catalogue of Life.